# 伊東祐清
伊東 祐清（いとう すけきよ）は、平安時代末期の武将。伊豆国の豪族・伊東祐親の次男。諱は祐忠（『尊卑分脈』）、祐氏（『平家物語』）、祐兼、祐長（『曽我物語』）とも。

## 生涯
源頼朝の乳母である比企尼の三女を妻としており、伊豆の流人であった頼朝と親交があった。安元元年（1175年）9月頃、平家の家人である父の祐親が頼朝を討とうとした際、頼朝に身の危険を知らせて逃がしている。『曽我物語』によると、自身の烏帽子親であることから、北条時政を頼るように頼朝に薦めたという。
治承4年（1180年）8月の頼朝挙兵ののち、平家方であった祐親と祐清父子は頼朝軍に捕らえられた。『吾妻鏡』治承4年10月19日条によると、その際、頼朝は祐清にかつて自分を助けたことによる恩賞を与えようとしたが、祐清は父が頼朝の敵となっている以上、その子である自分が恩賞を受けることはできないとして暇を乞い、平家に味方するために上洛した。『吾妻鏡』建久4年（1193年）6月1日条によると、その後、平家軍に加わった祐清は北陸道の合戦で討ち死にした。『平家物語』（覚一本）では、篠原合戦で伊東九郎祐氏が討ち死にしたとある。
なお、『吾妻鏡』養和2年（1182年）2月15日条では、祐親が自害を遂げた際、祐清が自らも頼朝に死を願い、頼朝は心ならずも祐清を誅殺したとあり、平家軍に加わり北陸道の合戦で討ち死にしたとする治承4年10月19日条および建久4年6月1日条の記述とは矛盾している。

## 子孫
祐清の妻である比企尼の三女は、義兄・河津祐泰が工藤祐経に討たれた後、生後間もない祐泰の子（曾我兄弟の弟で僧となった律師）を引き取り、祐清と離縁または死別した後にその子を伴って平賀義信に再嫁している(妻はその後牧氏事件で知られる平賀朝雅を生んだ）。また、頼朝は祐清から命を助けられた恩義を生涯忘れず、祐清の遺児・祐光に伊東荘を与えている。後に祐光の子孫は設楽荘や尾張へと移住し、後世へと続いている。
一方、後北条氏・徳川氏に仕えた仁杉氏の系譜によれば、通説では工藤祐経の子とされる伊東祐光を祐清の子として掲載し、仁杉氏をその子孫と位置づけている。
日本画家の伊藤信次が昭和37年頃に調査した「寺野伊藤系譜」によれば伊藤信次は祐清の子孫であるとされている。尚、系譜作成の調査協力者には歴史家の内田旭、静岡葵文庫の飯塚伝太郎、気賀正明寺の林袋雲、三河郷土史家の清水伊三次の名前が記載されている。